# Torgeltjärnen
Torgeltjärnen är en sjö i Orsa kommun i Dalarna och ingår i Dalälvens huvudavrinningsområde. Sjöns area är 0,027 kvadratkilometer och den befinner sig 370 meter över havet.